# Malin Mattsdotter (Stora Tuna)
Ej att förväxla med Malin Matsdotter
Malin Mattsdotter, död 1673, var en svensk som blev avrättad för häxeri. Hon var den enda av flera åtalade som avrättades i Stora Tuna socken under det stora oväsendet.
Efter den stora häxprocessen i Mora 1669 spred sig ryktet i Dalarnas bygder om att häxor förde bort barn till Blåkulla. Oroliga föräldrar kontaktade myndigheterna och krävde att utpekade misstänkta skulle förhöras, vilket ledde till att häxprocesser uppkom i Orsa, Rättvik, Leksand, Lima och slutligen Stora Tuna de följande åren. 
Malin Mattsdotter, som i protokollet kallas "Malin Matts dotter", beskrivs som "en gammal hustru", 50 år gammal. Hon åtalades inför Tuna Tingsrätt anklagad av flera barn för att ha fört dem till Blåkulla, för att ha bedrivit trolldom genom att mjölka med hjälp av bjäror, och för att ha lärt sin dotter (eller styvdotter) Brita Olofsdotter trolldom och föra barn till Blåkulla i sin tur. Hon nekade först till anklagelserna. När hon slutligen lämnade sin bekännelse om skuld, beskrivs hon som villig att ta sitt straff i sin iver att slippa Satan:
"Den ransakning och dom ifrån Tuna Ting öffver en gammal hustru Malin Matts dotter om sine 50 år, som har brukat trulldom, och fört någre barn medh sigh på den elaka Bhikulle vä en där dee ähre döpte och stadde i den ondas tjenst. dotter samma kosa Hafvanries fört sin tjuf - och af barndomen SFvat henne i trulldomskonst , så alt hon Brijta Olufsdotter liaffr ver tillika medh henne både farit och fört andra barn till Blåkulla, och varit konstigh till alt målcka och göra annat trollet i j, hvilkel modren Malin (fast i förstone mycket trögh och tvetaligh) omsijder sielff tillstår och bekänner sigh både skyllig vara till allt det barnen henDe lillvijta, medh Blåkulla farthen, som och alt hon hade till en deel gifvit sig i Salhans våldh, målkat annars mans Boskap, och tillfogat sin nästa skada och nu gierna villia slippa Satan och på denne sin bekännelse gå till sitt förtieute straff."
Hon dömdes till döden av tingsrätten. Domen hänvisades sedan till högre rätt, som bekräftade den i juni 1673. Hennes dotter/styvdotter Brita Olofsdotter liksom de barn som förts till Blåkulla mot sin vilja dömdes till att slita ris.